# Уравнение xʸ = yˣ
Хотя операция возведения в степень не является коммутативной, равенство {\displaystyle x^{y}=y^{x}} выполняется для некоторых пар {\displaystyle (x,y),} например, {\displaystyle x=2,y=4.}

## История
Уравнение {\displaystyle x^{y}=y^{x}} упомянуто в письме Бернулли к Гольдбаху (29 июня 1728). В письме говорится, что при {\displaystyle x\neq y} пара {\displaystyle (2,4)} — единственное (с точностью до перестановки) решение в натуральных числах, хотя существует бесконечно много решений в рациональных числах. В ответном письме Гольдбаха (31 января 1729) содержится общее решение уравнения, полученное заменой {\displaystyle y=vx.} Аналогичное решение дано Эйлером.
И. ван Хенгель (J. van Hengel) указал на то, что если {\displaystyle r,n} — положительные целые, {\displaystyle r\geqslant 3} или {\displaystyle n\geqslant 3,} то {\displaystyle r^{r+n}>(r+n)^{r},} таким образом для решения уравнения в натуральных числах достаточно рассмотреть случаи {\displaystyle x=1} и {\displaystyle x=2.}
Задача неоднократно рассматривалась в математической литературе. В 1960 году уравнение оказалось в числе заданий на олимпиаде имени Патнема, что подтолкнуло А. Хауснера к расширению результатов на алгебраические поля.

## Решения в действительных числах
Бесконечное множество тривиальных решений в положительных действительных числах находится как решения уравнения {\displaystyle x=y.}
Нетривиальные решения можно найти, положив {\displaystyle x\neq y,} {\displaystyle y=vx.}
Тогда
{\displaystyle (vx)^{x}=x^{vx}=(x^{v})^{x}.}
Возведение обеих сторон в степень {\displaystyle {\tfrac {1}{x}}} с последующим делением на {\displaystyle x} даёт
{\displaystyle v=x^{v-1}.}
Тогда нетривиальные решения в положительных действительных числах выражены как
{\displaystyle x=v^{\frac {1}{v-1}},}
{\displaystyle y=v^{\frac {v}{v-1}}.}
Нетривиальное решение в натуральных числах {\displaystyle 4^{2}=2^{4}} можно получить, положив {\displaystyle v=2} или {\displaystyle v={\tfrac {1}{2}}.}

### Решение в терминах W-функции Ламберта
Решение уравнения {\displaystyle y^{x}=x^{y}} возможно также выразить через неэлементарную W-функцию Ламберта {\displaystyle W(x)} от переменной {\displaystyle x}:
{\displaystyle y^{x}=x^{y}\Longleftrightarrow y^{\frac {1}{y}}=x^{\frac {1}{x}}}, сделаем замену {\displaystyle x={\frac {1}{z}}}:
{\displaystyle y^{\frac {1}{y}}={\biggl (}{\frac {1}{z}}{\biggr )}^{1\div {\frac {1}{z}}}\Longleftrightarrow {\biggl (}{\frac {1}{z}}{\biggr )}^{z}=y^{\frac {1}{y}}\Longleftrightarrow z^{-z}=y^{\frac {1}{y}}\Longleftrightarrow z^{z}=y^{-{\frac {1}{y}}}}
Теперь переменную {\displaystyle z} можно выразить через W-функцию Ламберта: {\displaystyle z=e^{W{\bigl (}\ln {\bigl (}y^{-{\frac {1}{y}}}{\bigr )}{\bigr )}}}
Окончательно решение будет выглядеть так: {\displaystyle x=e^{-W{\bigl (}\ln {\bigl (}y^{-{\frac {1}{y}}}{\bigr )}{\bigr )}}}
В частности, в виду неоднозначности данной функции, на промежутке {\displaystyle e^{-{\frac {1}{e}}}\leqslant y^{-{\frac {1}{y}}}<1} или {\displaystyle e^{\frac {1}{e}}\leqslant y^{\frac {1}{y}}<1} уравнение буде иметь два корня {\displaystyle x_{1},x_{2}}.
Какой из параметров ({\displaystyle y} или {\displaystyle x}), будет переменной, в сущности, не важно, формула останется такой же.
Если при переменной {\displaystyle x}(или {\displaystyle y}) верно неравенство {\displaystyle y}(или {\displaystyle x})<{\displaystyle e^{\frac {1}{e}}}, то корней в действительных числах нет.

### Решение в терминахсупер корнявторой степени
Уравнение {\displaystyle y^{x}=x^{y}} является частным случаем уравнения {\displaystyle y^{x}=bx^{n},{\text{ }}y,b=const} при {\displaystyle b=1} и {\displaystyle n=y}. Подставив эти значения в общую формулу решения легко найти и решение исходного уравнения:
{\displaystyle y^{x}=x^{y}\Longleftrightarrow x_{1,2,3}=y\log _{y}{\biggl (}{}^{\frac {1}{2}}{\Bigl (}y^{\pm {\frac {1}{y\times {\sqrt[{y}]{1}}}}}{\Bigr )}{\biggr )}^{-1}\Longleftrightarrow x_{1,2,3}=-y\log _{y}{\biggl (}{}^{\frac {1}{2}}{\Bigl (}y^{\pm {\frac {1}{y}}}{\Bigr )}{\biggr )}}
Данное решение более полно, так как позволяет получить отрицательные действительные корни, если они существуют (потому что логарифм, в отличие от экспоненты в предыдущем решении, может быть меньше нуля). Существование третьего корня объясняется эквивалентностью уравнений {\displaystyle y^{x}=x^{y}} и {\displaystyle y^{x}=(-x)^{y}} при чётном {\displaystyle y}, однако, на практике, существует только максимум два действительных корня (третий корень в формуле обязательно посторонний) из-за того, что функция суперкорня второй степени {\displaystyle f(z)={}^{\frac {1}{2}}z} есть обратная к вышеописанной функции {\displaystyle f(z)=z^{z}} (иначе {\displaystyle f(z)={}^{2}z}), которая выражается через W-функцию Ламберта, которая, в свою очередь, принимать более двух действительных значений не может.
Из данного решения вытекает тождественное равенство: {\displaystyle -y\log _{y}{}^{\frac {1}{2}}(y^{-{\frac {1}{y}}})={\frac {1}{{}^{\frac {1}{2}}(y^{-{\frac {1}{y}}})}}}. Это легко доказать, приравняв оба вышеописанных решения друг к другу:
{\displaystyle -y\log _{y}{}^{\frac {1}{2}}(y^{-{\frac {1}{y}}})={\frac {1}{{}^{\frac {1}{2}}(y^{-{\frac {1}{y}}})}}\Longleftrightarrow {}^{\frac {1}{2}}(y^{-{\frac {1}{y}}})\log _{y}{}^{\frac {1}{2}}(y^{-{\frac {1}{y}}})=-{\frac {1}{y}}}, далее согласно свойствам логарифма и суперкорня второй степени:
{\displaystyle \log _{y}{\biggl (}{}^{\frac {1}{2}}(y^{-{\frac {1}{y}}}){\biggr )}^{{}^{\frac {1}{2}}(y^{-{\frac {1}{y}}})}=-{\frac {1}{y}}\Longleftrightarrow \log _{y}(y^{-{\frac {1}{y}}})=-{\frac {1}{y}}}. Доказанное тождество является частным от более общего случая при {\displaystyle b=-y}.